# Grupul Purcari
Grupul Purcari este unul dintre principalii producători de vin și brandy din Europa Centrală și de Est, gestionând peste 1.300 de hectare de podgorii și 4 vinării din România și Republica Moldova: Purcari, Crama Ceptura, Bostavan și Bardar.
Portofoliul Grupului este compus din mai multe branduri de vin și vin spumant, din toate categoriile de preț, acoperind un spectru larg de segmente, incluzând și un brand de divin (coniac) premium.

Grupul Purcari este cel mai mare exportator de vin din Moldova, cu livrări în peste 40 de țări din Europa (Polonia, Cehia, Slovacia, Ucraina, Norvegia, Marea Britanie etc.), Asia (China, Japonia, Coreea de Sud) și America de Nord (SUA și Canada). 
În 2020, calitatea vinurilor Purcari produse de Grup a fost recompensată cu 74 de medalii la Decanter, IWSC, Challenge International du Vin Bordeaux, Concours Mondial de Bruxelles și Mundus Vini.
La finalul anului 2020, structura acționarilor societății Purcari Wineries este constituită din fondatorul și CEO-ul Grupului, Victor Bostan (prin Amboselt Universal Inc), cu o cotă de 20,0309%, urmat de Dealbeta Investments cu 7,9319%, Fiera Capital - 7,6573%, East Capital - 7,6042%, Conseq - 6,4698%, Paval Holding - 5,00% și de Alții cu o participație de 45,3059%.
In 2020, Grupul Purcari a vândut peste 20 de milioane de sticle de vin.
În iunie 2021, Grupul avea peste 700 de angajați în cadrul celor 4 vinării pe care le deține. 

## Istorie[6]
Istoria Grupului începe cu în anul 1827, atunci când Țarul Nicolae I al Rusiei emite un Decret Special care oferă Purcari statutul de primă vinărie specializată din Basarabia. Primul succes internațional vine în 1878, atunci când Negru de Purcari câștigă medalia de aur în cadrul unei degustări închise care are loc în cadrul Expoziției Mondiale de la Paris, în fața celor mai bune vinuri Bordeaux disponibile la vremea respectivă. Acest moment a reprezentat începutul călătoriei Purcari către popularitate, atât în rândul oamenilor obișnuiți, cât și al caselor regale europene. 

După al Doilea Război Mondial, o nouă etapă în dezvoltarea Purcari începe în 1950, atunci când vinificatorii moldoveni reiau tehnicile de producție clasice ale celebrelor vinuri. Unul dintre cei mai mari profesioniști din acea perioadă, Pimen Cupcea, reconstruiește legendarul Negru de Purcari, în timp ce Ion Ungureanu creează un vin nou – Purpuriu de Purcari.  

O nouă eră pentru Grup începe la mijlocul anilor 2000, atunci când Victor Bostan, fondatorul și CEO-ul Grupului, cumpără vinăriile Purcari, Bostavan, Crama Ceptura și Bardar și le reunește în cadrul unui holding, cu active în România și Moldova. Toate cele patru platforme de producție sunt retehnologizate și este plantată viță de vie nouă, pentru a asigura o bază adecvată de materie primă. De la început, strategia a fost concentrată în mare parte pe livrări către piața largă a Rusiei, valorificând avantajului unei rețele de vânzare bine dezvoltate.

Strategia centrată pe Rusia a fost testată în 2006, atunci când autoritățile rusești au impus un embargo asupra vinurilor importate din Moldova și Georgia, două țări care dominau piața, acțiune care a adus Grupul în dificultate financiară. International Finance Corporation (IFC) a devenit acționar minoritar în 2008, iar în 2010 Horizon Capital a achiziționat un pachet majoritar în Grup. Cu toate acestea, evoluțiile pozitive care au urmat au întâmpinat, din nou, provocări, în 2013, odată cu impunerea unui nou embargo rusesc, care a pus sub presiune rezultatele financiare ale Grupului. Această situație a fost agravată de crizele economice și reevaluările regionale din zona statelor CIS, cu impact asupra cererii din Kazakhstan, Ucraina și Belarus. Începând cu 2014, Grupul s-a concentrat pe minimizarea expunerii pe piețele din Rusia și piețele CIS, concentrându-se în principal asupra Europei Centrale și de Est, cu un accent deosebit pe piața din România.          
O restructurare de marketing a vinăriilor din cadrul Grupului are loc în 2014, atunci când sunt relansate cele 4 branduri de bază, urmând ca ulterior să înceapă un amplu proces de promovare a acestora, în special a divinului marca Bardar și a spumantului Dor.          
Începând cu 2018, Grupul Purcari este listat la Bursa de Valori București, sub simbolul WIne. În același an, în cadrul Grupului sunt procesați circa 35.000 tone de struguri, reprezentând un record din punct de vedere istoric.

## Rezultate financiare
În primul semestru din 2021, Grupul Purcari a raportat venituri în valoare de 106,5 milioane RON, cu 25% mai mari în comparație cu aceeași perioadă a anului trecut. În aceeași perioadă, profitul net al Grupului a crescut cu 31%, la o valoare de 20,4 milioane RON.
Începând cu 15 februarie 2018, Purcari Wineries Group este listată la Bursa de Valori București cu simbolul WINE. În decursul a 3 ani, prețul acțiunilor Grupului a cunoscut o creștere de 30% față de cel inițial, în februarie 2021 fiind tranzacționate la prețul de 24,7 RON/acțiune.

## Vinării

### Purcari[10]
Vinăria Purcari produce vinul etalon al Grupului, Purcari. Subsidiara administrează 270 ha de viță de vie în regiunea Purcari, în Republica Moldova, și operează o platformă de producție modernă situată în mijlocul podgoriilor. În anul 2021 a devenit cea mai premiată vinărie din lume obținând, în doar 3 luni, 162 de medalii la concursuri internaționale de vinuri.

### Crama Ceptura[11]
Crama Ceptura este subsidiara din România a Grupului. Produce vinuri sub brandul Crama Ceptura, având o platformă de producție în satul Ceptura, în faimoasa zonă viticolă Dealu Mare, și administrează 153 ha de viță de vie în Valea Călugărească, o bine-cunoscută zonă viticolă din România. 

### Bardar[12]
Vinăria Bardar produce segmentul de brandy al Grupului.  
În anii '20 ai secolului trecut, întreprinzătorul german Miller aduce la Bardar un aparat de distilare Pistorius, un utilaj de rafinare a spirtului Savali la mâna a doua, procurat din Transilvania și un cazan de aburi comandat special la Budapesta, fondând Vinăria Bardar. Mica întreprindere, având pe atunci circa 12 angajați, a scos la vânzare primii decalitri de spirt în 1929. În 1933, în secția de distilare este instalat un aparat de distilare a vinurilor de tip Șarante, astfel crescând capacitatea de producere a fabricii la 50 dal de spirt pe zi.
În 1940, fabrica de distilare și producere a spirtului din Bardar, alături de alte 71 de fabrici de profil existente pe teritoriul basarabean, este naționalizată de către autoritățile sovietice, urmând ca în anul următor, fiind în mare parte distrusă, să treacă în proprietatea statului român și să fie pusă din nou în funcțiune. În acea perioadă, întreprinderea era denumită „S.A.R. Podgorie”, avea 17 angajați, capacitatea de producție zilnică era de 40 dal și valora 4.395.000 lei (circa 1,5 mil dolari în prezent).
În 1944, fabrica de spirt din Bardar este trecută în componența fabricii de vin din centrul raional Kotovsk (azi Hîncești), aceasta fiind asigurată cu materie primă de la punctele de vin din 23 de localități. Suprafața viilor roditoare din raion depășea, în acea perioadă, 4.000 ha.
Câțiva ani mai târziu, întreprinderea este modernizată, fiind angajați noi specialiști și achiziționate noi utilaje: pompe mecanice, prese Mobil, locomobile având capacitatea de 25 cai putere - în 1949, o stație electrică mobilă cu capacitatea de 15 kw, cu ajutorul căreia se puneau în funcțiune câteva pompe și se iluminau încăperile și teritoriul - în 1952.
Ulterior, fabrica a fost separată de Hîncești, păstrând ca surse de aprovizionare doar punctele de colectare a strugurilor din 4 localități: Bardar, Mănoilești, Văsieni și Ulmu. Productivitatea fabricii era în creștere: dacă în 1947 au fost colectate și prelucrate 649 tone de poamă, în 1955 această cifră depășea 3.600 tone. În 1971, denumirea întreprinderii este schimbată în „Fabrica experimentală de vinuri din Bardar”, aici fiind întemeiat un laborator științific modern, condus de tehnologul D. M. Vîsocianski.
În perioada 1975-1977 este construită o secție nouă de prelucrare a deșeurilor provenite din vinificație, având capacitatea de prelucrare anuală egală cu 1 milion dal de drojdii, 5 mii tone de tescovină cu producerea a 100 mii dal de alcool brut, 500 tone de semințe de struguri. De asemenea, în 1977 este reconstruită secția de prelucrare a strugurilor, presupunând mecanizarea și automatizarea a 8 linii în flux, cu capacitatea de până la 1.000 tone pe zi.
În anii 1976-1977, în colaborare cu Institutul AȘP din Ialoveni, la fabrică este implementată tehnologia accelerată de portveinizare (tratament termic la care este supus vinul), modernizând secția și crescând capacitatea de producție până la 1,2 milioane dal anual.
În 1979, în partea satului Bardar în care este amplasată vinăria au loc alunecări de teren, fabrica fiind deteriorată. În pofida acestui fapt, cantitățile de struguri achizionați, sortimentul și volumele de producție la începutul anilor '80 impresionează: în 1982 sunt prelucrate 9.528 tone de struguri și 5.495 tone de mere; în 1983 sunt prelucrate 6.086 tone de struguri și 2.908 tone de mere, producându-se circa 670 mii dal de vinuri. În cadrul fabricii erau produse și spirt rectificat, distilate pentru coniacuri, coniacuri distilate la maturare, vinuri alcoolizate, alcool brut etc. Numărul total al angajaților ajungea la 340.
Dezvoltarea întreprinderii este influențată negativ de Hotărârea CC al PCUS din 7 mai 1985 („Despre măsurile de lichidare a beției și alcoolismului”), dublată de o decizie similară a Sovietului de Miniștri al RSSM. Din acest motiv sunt stopate principalele activități în domeniul vinificației, indicatorii economici ai întreprinderii începând să scadă considerabil.
În 1986, fabrica se reprofilează, trecând la producerea sucurilor din struguri cu păstrare la rece și prin metoda de alcoolizare. În 1988, cantitățile de sucuri livrate au depășit cifra de 800 mii dal (produse din 11 mii tone de struguri).
1994 este anul în care fabrica vinicolă din Bardar este reorganizată în societate pe acțiuni, privatizată de către furnizorii de materie primă în proporție de 50% gratuit, colectivului fabricii revenindu-i fără concurs 7%, iar acțiunile statului constituind 43%, acestea din urmă fiind puse în vânzare la scurt timp. În total, numărul acționarilor întreprinderii industriale private SA „Vinăria - Bardar” a ajuns la 4.558. Patru ani mai târziu, în 1998, pachetul majoritar a trecut la investitori străini.
Cu timpul, vinăria s-a specializat în producerea distilatelor din vin, a divinurilor, a brandy-ului și a vinurilor tari Vinăria Bardar se face cunoscută la nivel internațional participând la expozițiile europene de prestigiu de la Bordeaux, Verona, Viena etc. În anul 2000, vinul Aligote de Bardar este înscris în Ghidul „1.000 din cele mai bune vinuri din lume. Selecția oenologilor”.
În 2002, vinăria este atestată conform standardului internațional de calitate ISO 9001.
În 2008, Vinăria Bardar este achiziționată de Grupul Purcari, devenind, alături de Vinăria Purcari, Vinăria Bostavan și Crama Ceptura, parte a unuia dintre cei mai importanți producători de vinuri și brandy din Europa Centrală și de Est. Dacă până în 2015 Grupul s-a concentrat preponderent pe vânzările de brandy vrac fără brand, atunci începând cu acest an strategia a fost orientată către vânzarea de produse îmbuteliate și cu brand.
Divinurile Bardar sunt învechite în butoaie de stejar, la o temperatură optimă de 15-22 °C și o umiditate optimă de 70-75%.
Vinăria Bardar produce divinuri sub 3 branduri, în dependență de vârsta acestora:
- Bardar Silver - maturate 3, 5 sau 7 ani;
- Bardar Gold - maturate 7, 10 sau 12 ani;
- Bardar Platinum - maturate 15 sau 20 de ani.

### Bostavan[17]
Lansată în 2002, vinăria Bostavan controlează 850 ha de viță de vie în Republica Moldova și operează două unități de producție, lângă satul Etulia, respectiv lângă Onești, într-o zonă considerată inima vinurilor albe.